# Darryl O'Young
Darryl O'Young Yeuk-Hay (kinesiska: 歐陽若曦; pinyin: Ouyáng Ruoxi), född 26 mars 1980 i Vancouver, Kanada, är en hongkongsk/kinesisk racerförare. O'Young tävlar ibland under kinesisk och ibland hongkongsk flagg.

## Racingkarriär

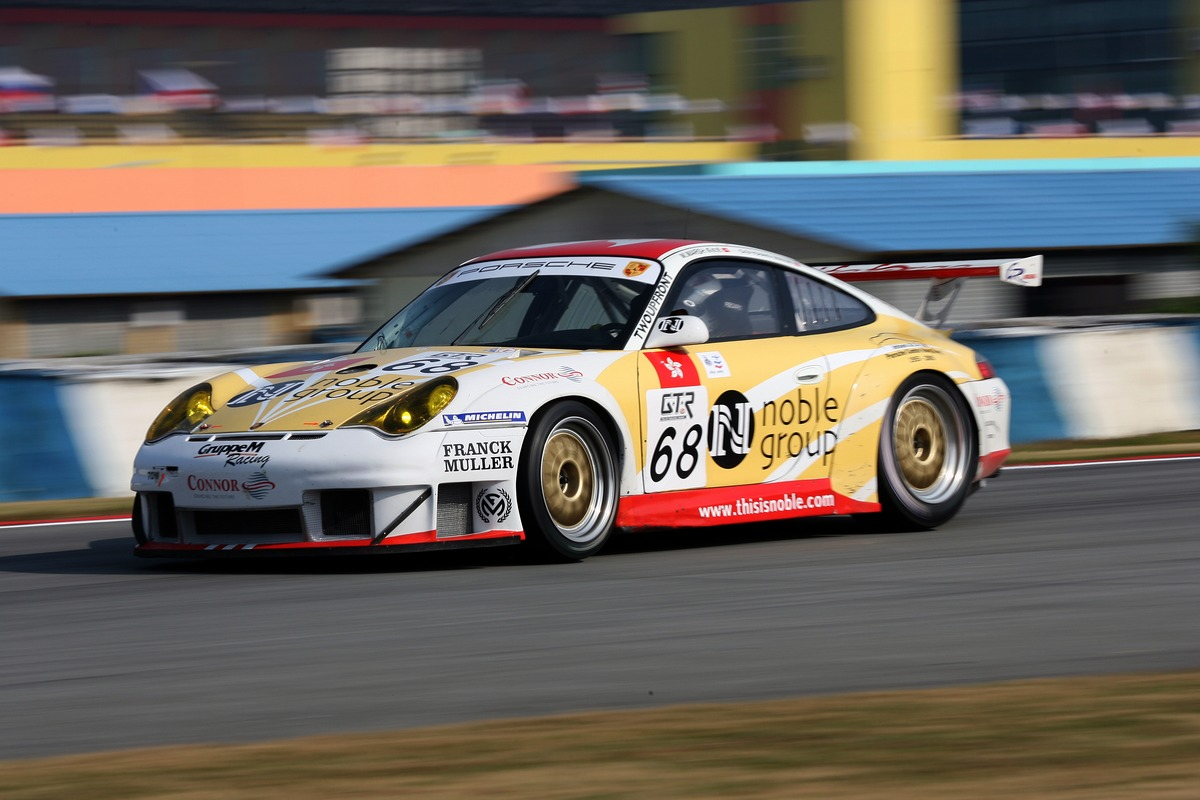
Darryl O'Young i en Porsche 996 GT3-RSR i FIA GT på Zhuhai International Circuit 2005.

O'Young började tävla inom karting år 1988, vid åtta års ålder. Han tränades av sin far och vann många mästerskap. Sina första år i riktig racerbil tillbringade han i små formelbilar, som till exempel formel Ford och Formula TR 2000 Pro Series, innan han år 2004 gick över till GT-racing i Porsche Infineon Carrera Cup Asia. Han blev trea i det mästerskapet säsongen 2005 och tog förartiteln både 2006 och 2008. Under dessa år hoppade han även in i en mängd andra GT-mästerskap, såväl långlopp som korta sprintrace, med blandade framgångar.
År 2010 flyttade det brittiska racingteamet bamboo-engineering upp till världsmästerskapet i standardvagnsracing, World Touring Car Championship. Som förare kontrakterade de deras tidigare förare i British Touring Car Championship, Harry Vaulkhard, och Darryl O'Young, som då för första gången i sin karriär tävlade i standardvagnsracing och blev även den första kinesiska föraren som körde hela säsongen i WTCC. De tävlade i varsin Chevrolet Lacetti och deltog i Yokohama Independents' Trophy (privatförarcupen), samt WTCC Rookie Challege. I privatförarcupen tog O'Young sin första seger i Race of Portugal på Autódromo Internacional do Algarve, där han även blev tia totalt och fick ett poäng i förarmästerskapet. När WTCC kom till den sista tävlingshelgen, på Circuito da Guia, hade O'Young chans på titeln, men när han tvingades bryta båda racen, blev han bara fyra i mästerskapet. I det totala förarmästerskapet slutade han på femtonde plats och i Rookie Challenge på fjärde.
Bamboo-engineering, med O'Young och Yukinori Taniguchi som förare, inledde säsongen 2011 med Lacetti, men bytte redan inför den andra tävlingshelgen till Chevrolet Cruze. Under första halvan av året var han en stadig poängplockare, men det gick sämre mot slutet. På Suzuka International Racing Course i Japan hade han pole position i det andra racet, men efter en dålig start blev han påkörd av Gabriele Tarquini och fastnade i sandfållan. I Macau kvalade han in som fyra, men gjorde återigen en dålig start och vändes runt i kontakt med Mehdi Bennani. I förarmästerskapet slutade han på fjortonde plats, medan han ramlade bak till sjätte i privatcupen.
O'Young lämnade bamboo-engineering efter säsongen 2011 och gick istället till Special Tuning Racing, som gjorde comeback i WTCC 2012. Teamet tävlar med SEAT León och O'Young blev teamkamrat med britten Tom Boardman. Under den första tävlingshelgen, som var Race of Italy, började O'Youngs bil brinna på warm-up, efter ett motorbyte, vilket resulterade i att han inte kunde starta i något av racen.